# 藤井川 (徳島県)
藤井川（ふじいがわ）は、徳島県吉野川市を流れる吉野川水系の一級河川である。

## 地理
吉野川市鴨島町飯尾の藤井寺の東側の山間部に源を発し、そのまま遍路道と並行しながら西側の鴨島町敷地との地区の境の平坦地を北流し、飯尾川上流部に合流する。

## 流域の主な施設
- 藤井寺 - 四国八十八箇所霊場第十一番札所
- 吉野川市立飯尾敷地小学校
- 麻名用水